# 유러피안 챔피언 컵 파이널 4
유러피안 챔피언 컵 파이널 4은 유러피안 야구 컵의 우승 팀을 가리기 위한 4강전이다.
2013년부터 각 조 우승 팀을 대상으로 3전 2승제를 실시하게 되어 사라졌다.

## 메달 집계
| 순위 | 국가                                | 금메달 | 은메달 | 동메달 | 합계 |
| ---- | ----------------------------------- | ------ | ------ | ------ | ---- |
| 1    | 이탈리아 네튜노 베이스볼 클럽       | 2      | 0      | 0      | 2    |
| 2    | 이탈리아 포르티투도 베이스볼 볼로냐 | 1      | 1      | 1      | 3    |
| 3    | 산마리노 산마리노 베이스볼 클럽     | 1      | 1      | 0      | 2    |
| 4    | 독일 하이덴하임 하이데쿠페          | 0      | 1      | 0      | 1    |
| 5    | 이탈리아 Bbc 그로세토 오리올레스    | 0      | 0      | 1      | 1    |
| 5    | 네덜란드 코렌돈 킨헤임              | 0      | 0      | 1      | 1    |
| 5    | 이탈리아 리미니 베이스볼 클럽       | 0      | 0      | 1      | 1    |

## 같이 보기
- 유러피안 야구 컵